# پراووشوو
پراووشوو (به صربی: Pravoševo) یک منطقهٔ مسکونی در صربستان است که در پریژپولجه واقع شده‌است. پراووشوو ۸۵ نفر جمعیت دارد.